# James Bradley
James Bradley (ur. w marcu 1693 w Sherborne, niedaleko Cheltenham, zm. 13 lipca 1762 w Chalford) – angielski astronom, wieloletni Astronom Królewski (1742–1762). Laureat Medalu Copleya (1748).

## Młodość
Tytuły licencjata i magistra uzyskał w latach 1714 i 1717. Pierwsze obserwacje prowadził pod kierunkiem wuja, wielebnego Jamesa Pounda. 6 listopada 1718 został członkiem Royal Society po rekomendacji Edmonda Halleya. W tym samym roku przyjął święcenia i został duchownym. W 1719 został wikarym w Bridstow, posługiwał również w małej parafii w Walii. Kiedy w roku 1721 został mianowany profesorem w katedrze astronomii na Uniwersytecie Oksfordzkim, zrezygnował z funkcji kościelnych.

## Działalność astronomiczna
Największym odkryciem Bradleya stało się zaobserwowanie aberracji światła, czyli pozornego ruchu gwiazd na niebie wynikającego z ruchu orbitalnego Ziemi. Potwierdzenie istnienia aberracji umacniało kopernikański model Układu Słonecznego z gwiazdą w centrum i krążącą wokół niej Ziemią. Pomiary aberracji pozwoliły astronomom na określenie odległości do najbliższych gwiazd. Odkrycie Bradleya bardzo przyczyniło się do zwiększenia wiedzy naukowej dotyczącej Wszechświata. Odkrycie aberracji światła ogłosił w Royal Society w styczniu 1729. Obserwacje, na których oparł publikacje, przeprowadził w Kew, w rezydencji swojego przyjaciela, Samuela Molyneux, członka parlamentu i astronoma amatora. Równocześnie Bradley zaobserwował nutację, czyli zaburzenia osi obrotu Ziemi wywołane oddziaływaniem grawitacyjnym Księżyca. Pracę na ten temat opublikował 14 lutego 1748, kiedy potwierdził swoje wyliczenia po przeszło 18 latach obserwacji pełnego cyklu tych zmian.
Wcześniej, bo jeszcze w 1742 został Astronomem Królewskim, zastępując na tej funkcji Edmonda Halleya. Dzięki powszechnemu poważaniu udało mu się zdobyć fundusze na budowę precyzyjnych przyrządów astronomicznych. Jego główne obserwatorium mieściło się w Greenwich. Dokładne obserwacje Bradleya posłużyły potem Friedrichowi Wilhelmowi Besselowi, który korzystając z opracowanych przez siebie metod obliczeń, wyznaczył dokładne pozycje 3222 gwiazd. Większość wyników obserwacji astronoma opublikowano po jego śmierci (1798–1805) w atmosferze skandalu i oskarżeń wysuwanych przez spadkobierców wobec Admiralicji roszczącej sobie prawo do jego spuścizny.

## Upamiętnienie
Jego imieniem nazwano planetoidę (2634) James Bradley oraz masyw górski Mons Bradley na Księżycu.